# Tchung Wen
Tchung Wen (čínsky:佟文, Pchin-jin: Tóng Wén), (* 1. února 1983 Tchien-ťin, Čína) je bývalá reprezentantka Číny v judu. Je olympijskou vítězkou z roku 2008.

## Sportovní kariéra

### Úspěchy
- olympijská vítězka
- čtyřnásobná mistryně světa v těžké váze
- trojnásobná mistryně světa v kategorii bez rozdílu vah

### Zajímavosti
- tokui waza: soto-makikomi, kansetsu-waza, ippon seoi-nage
- úchop: pravý
- styl: fyzický

Trénovala pod vedením Wu Wej-feng. Patřila k nejlepším těžkým vahám v historii. Při své váze přes 100kg se uměla velmi dobře pohybovat. Pro soupěřky byl smrtící především její úchop za rukáv. V roce 2008 zvrátila v posledních sekundách finále olympijského turnaje a stala se před domácím publikem olympijskou vítězkou.
Její velmi úspěšné kariéra má však škraloup v podobě dopingového obvinění po mistrovství světa v roce 2009. Tehdy jí bylo naměřilo zvýšené množství steroidu clenbuterolu. Dostala dvouletý zákaz, který jí po roce arbitrážní soud zrušil. Její právníci napadli způsob analýzy vzorku a uspěli.

### Rivalové
- Jüan Chua
- Sun Fu-ming
- Idalis Ortízová
- Maki Cukadaová

## Výsledky

### Váhové kategorie
| Turnaj            | 2000       | 2001       | 2002       | 2003       | 2004       | 2005       | 2006       | 2007       | 2008       | 2009       | 2010       | 2011       | 2012       |
| Turnaj            | 17         | 18         | 19         | 20         | 21         | 22         | 23         | 24         | 25         | 26         | 27         | 28         | 29         |
| Turnaj            | těžká váha | těžká váha | těžká váha | těžká váha | těžká váha | těžká váha | těžká váha | těžká váha | těžká váha | těžká váha | těžká váha | těžká váha | těžká váha |
| ----------------- | ---------- | ---------- | ---------- | ---------- | ---------- | ---------- | ---------- | ---------- | ---------- | ---------- | ---------- | ---------- | ---------- |
| Olympijské hry    | —          |            |            |            | —          |            |            |            | 1.         |            |            |            | 3.         |
| Mistrovství světa |            | —          |            | —          |            | 1.         |            | 1.         |            | 1.         | —          | 1.         |            |
| Asijské hry       |            |            | —          |            |            |            | 1.         |            |            |            | —          |            |            |
| Mistrovství Asie  | 1.         | —          |            | —          | —          | —          |            | —          | —          | —          |            | —          | —          |
| MS juniorů        | 3.         |            |            |            |            |            |            |            |            |            |            |            |            |

### Bez rozdílu vah
| Turnaj            | 2000 | 2001 | 2002 | 2003 | 2004 | 2005 | 2006 | 2007 | 2008 | 2009 | 2010 | 2011 | 2012 |
| Turnaj            | 17   | 18   | 19   | 20   | 21   | 22   | 23   | 24   | 25   | 26   | 27   | 28   | 29   |
| ----------------- | ---- | ---- | ---- | ---- | ---- | ---- | ---- | ---- | ---- | ---- | ---- | ---- | ---- |
| Mistrovství světa |      | 3.   |      | 1.   |      | —    |      | —    | 1.   |      | —    | 1.   |      |
| Asijské hry       |      |      | 1.   |      |      |      | —    |      |      |      | —    |      |      |

## Podrobnější výsledky

### Olympijské hry
| Rok      | Kategorie  |  | 1/32                                 | 1/16                                 | čtvrtfinále                       | semifinále                       | o bronz                             | finále                          |
| -------- | ---------- |  | ------------------------------------ | ------------------------------------ | --------------------------------- | -------------------------------- | ----------------------------------- | ------------------------------- |
| LOH 2008 | těžká váha |  | výhra - 0:46/smk Tea Donguzašviliová | výhra - 2:05/ysg Maryna Prokofjevová | výhra - 2:00/ysg Kim Na-jong      | výhra - yuk/isn Idalis Ortízová  | —                                   | výhra - 4:45/isn Maki Cukadaová |
| LOH 2012 | těžká váha |  | výhra - 1:28/ksh Vanessa Zambottiová | výhra - 1:39/kys Urszula Sadkowská   | výhra - 1:00/wak Iryna Kindzerská | prohra - yuk/tgm Idalis Ortízová | výhra - 4:16/ugr Suelen Althemanová | —                               |

### Mistrovství světa
| Rok     | Kategorie  |  | 1/64                       | 1/32                       | 1/16                          | čtvrtfinále               | semifinále                    | finále                 |
| ------- | ---------- |  | -------------------------- | -------------------------- | ----------------------------- | ------------------------- | ----------------------------- | ---------------------- |
| MS 2005 | těžká váha |  | x                          | výhra Sandra Borderieuxová | výhra Čong Či-won             | výhra Olia Bergerová      | výhra Maki Cukadaová          | výhra Karina Bryantová |
| MS 2007 | těžká váha |  | x                          | výhra Priscilla Marquesová | výhra Dordžgotovyn Cerenchand | výhra Nihel Šejch-Ruhuová | výhra Anne-Sophie Mondièreová | výhra Maki Cukadaová   |
| MS 2009 | těžká váha |  | x                          | výhra Ranija El-Kilaliová  | výhra Tea Donguzašviliová     | výhra Maki Cukadaová      | výhra Gülşah Kocatürková      | výhra Karina Bryantová |
| MS 2010 | těžká váha |  | pozastavená činnost        | pozastavená činnost        | pozastavená činnost           | pozastavená činnost       | pozastavená činnost           | pozastavená činnost    |
| MS 2011 | těžká váha |  | výhra Belkıs Zehra Kayaová | výhra Tea Donguzašviliová  | výhra Nihel Šejch-Ruhuová     | výhra Megumi Tačimotová   | výhra Idalis Ortízová         | výhra Čchin Čchien     |